# جون هود (ضابط)
جون هود (بالإنجليزية: John Hood)‏ هو ضابط أمريكي، ولد في 3 ديسمبر 1859 في فلورنس في الولايات المتحدة، وتوفي في 11 فبراير 1919 في أنابولس في الولايات المتحدة.